# محرمانگی معادل سیمی
محرمانگی معادل سیمی (مخفف انگلیسی: WEP) یک الگوریتم امنیتی است که در سال ۱۹۹۷ میلادی به عنوان بخشی از آی‌تریپل‌ای ۸۰۲٫۱۱ (IEEE ۸۰۲٫۱۱) برای شبکه‌های بی‌سیم معرفی شد. امروزه می‌دانیم که این پروتکل زیاد هم امن نیست و به دلیل ضعف آن، توصیه می‌شود که از جایگزین‌های قویتری مانند WPA و WPA2 استفاده گردد. هدف از ارائه آن فراهم کردن ارتباط محرمانه قابل مقایسه با شبکه‌های سنتی سیمی بود.
این پروتکل مبتنی بر الگوریتم رمزنگاری RC۴ با کلید سری ۴۰ بیتی یا ۱۰۴ بیتی است که با یک IV ۲۴ بیتی ترکیب شده و برای رمزنگاری استفاده می‌شود. هدف از این پروتکل همان گونه که از نام آن نیز مشخص است محرمانه نگه داشتن اطلاعات در سطحی معادل با شبکه‌های مبتنی بر سیم است. WEP امنیت انتها به انتها را تضمین نمی‌کند.